# الفوج الرابع المشاة المغربية
الفوج الرابع المشاة المغربية (بالفرنسية: 4e régiment de tirailleurs marocains)‏ هي وحدة من جيش فرنسا التي شكلت في 1 يناير 1929 من خلال قرار وزاري في 11 أبريل 1928. تم حلها في 1964.